# Schloss Schönhausen
Schloss Schönhausen er et lille barokslot i Berlin-Niederschönhausen i bydelen Pankow. Det er omgivet af en slotspark, som floden Panke løber gennem. Slottet ejes af Stiftung Preußische Schlösser und Gärten Berlin-Brandenburg.

## Historie
I 1662 overtog grevinde Dohna, født von Holland-Brederode, landeriene Niederschönhausen og Pankow, som dengang lå langt udenfor Berlins byporte. Hun lod i 1662 på riddergodset Niederschönhausen opføre et herskabshus i hollandsk stil. I 1691 købte kurfyrst Fredrik 3. af Brandenburg slot og landerier for 16.000 daler, da han allerede tidligt havde faldt for ejendommen.
Kurfyrsten lod slottet ombygge mellem 1691 og 1693 efter planer af Johann Arnold Nering. I august 1700 forberedte han i Schloss Schönhausen sin kroning som preussisk konge (som fandt sted i Königsberg). 1704 lod kongen slottet udvide yderligere af Eosander von Göthe, og senere blev det ombygget til lystslot og kongelig sommerresidens. Efter kongens død i 1713 brød hans søn og efterfølger, kong Frederik Vilhelm 1., sig ikke længere om slottet. Dele af godset blev forpagtet bort, og i de følgende år forfaldt slottet og parken i øgende grad.
Under kong Frederik den Store blev Schloss Schönhausen igen kongelig residens. Han skænkede det til sin hustru dronning Elisabeth Christine, som benyttede det mellem 1740 og 1790 som permanent sommerresidens. Kongen besøgte imidlertid aldrig sin konge her. Under syvårskrigen skadede de russiske tropper som havde trængt sig ind i Preussen slottet. I 1764 blev det igen ombygget, og fik sit nuværende udseende. Slotsparken blev anlagt på ny i fransk rokoko-lysthavestil. Efter dronning Elisabeth Christines død i 1797 blev slottet tidvis fortsat beboet og tjente ellers som lager for kongelige møbler og malerier.
Angivelig skal konge Frederik den Store have begravet sin yndringshest Condé i slotsparken nær floden Panke. Hvis hesten faktisk befinder sig i en bevaret højde, vides ikke. I det 19. århundrede blev slotsparken omdannet til engelsk landskabshave af Peter Joseph Lenné.
Slottet forblev i den preussiske kongefamilies besiddelse fra til 1920, da den preussiske stat overtog det. Det er siden blevet brugt til kunstudstillinger. Bystaten Berlin overtog slottet i 1991, og overførede det til Stiftung Preußische Schlösser und Gärten Berlin-Brandenburg den 24. juni 2005. For tiden arbejder stiftelsen med at sætte slottet i historisk stand, og det åbnes for offentligheden igen i 2009.